# Ibis negru
Ibisul negru (Pseudibis papillosa) de asemenea, cunoscut sub numele de ibis negru indian este o specie de ibis care se găsește în câmpiile din subcontinentul indian. Spre deosebire de alți ibiși din regiune, nu este foarte dependent de apă și se găsește adesea în câmpurile uscate, la o distanță bună de apă. Are un strigăt puternic și este zgomotos în perioada reproducerii. Își construiește cuibul cel mai adesea în vârful unui copac sau palmier mare.

## Descriere

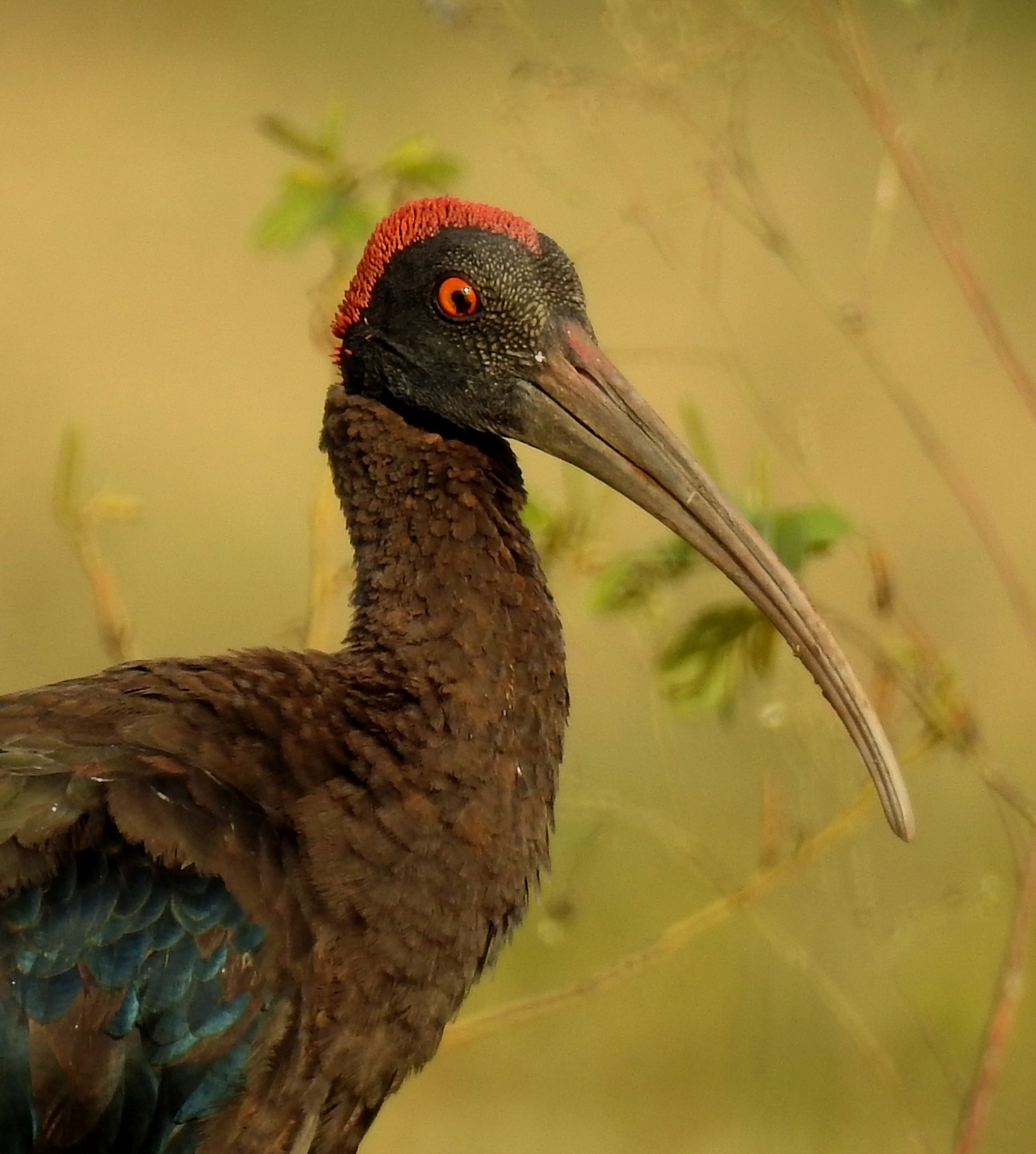
Pseudibis papillosa

Ibisul negru este o pasăre mare, neagră, cu picioare lungi și un cioc lung curbat în jos. Penele și coada aripilor sunt negre cu luciu albastru-verde, în timp ce gâtul și corpul sunt maronii și fără luciu. Pe umeri, spre aripă are o pată albă, mare, care  este vizibilă în zbor foarte bine, dar cu aripa închisă se poate vedea doar o linie subțire pe marginea aripii. În vârful capului fără pene are un petic de piele negoasă de culoare roșu aprins.
Irisul este roșu portocaliu. Ambele sexe sunt identice, iar păsările tinere sunt mai maronii și le lipsește inițial coroana de pe cap fără pene. Ciocul și picioarele sunt gri, dar devin roșiatice în timpul sezonului de reproducere.
Specia poate fi confundată cu țigănușul atunci când este văzută de la distanță, dar țigănușul este mai mic, mai gregar, asociat cu zonele umede, nu are pata albă pe aripă și are capul complet acoperit cu pene.

## Hrană
Ibisul negru este omnivor, hrănindu-se cu insecte, broaște și alte vertebrate mici, precum și cu cereale și cu hoituri. Ocazional mănâncă semințe, probabil mai des decât alți ibiși, care este o adaptare la viața în mediul mai uscat. Se hrănesc în principal pe terenuri uscate și pe miriști, uneori alăturându-se egretelor și altor păsări de uscat. În India britanică, plantatorii de indigo i-au considerat utili deoarece considerau că specia consumă un număr mare de greieri.

## Galerie

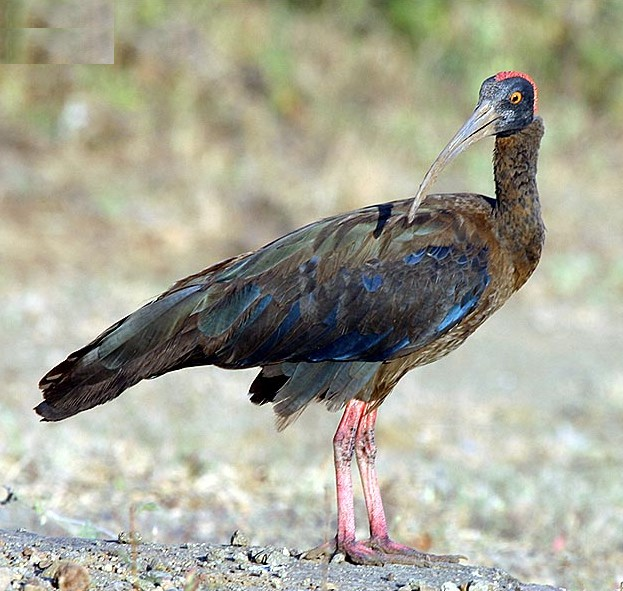
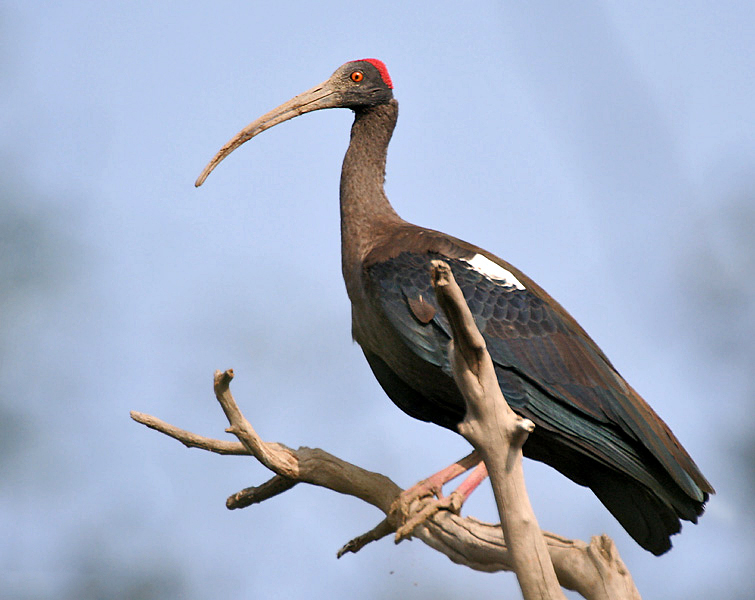
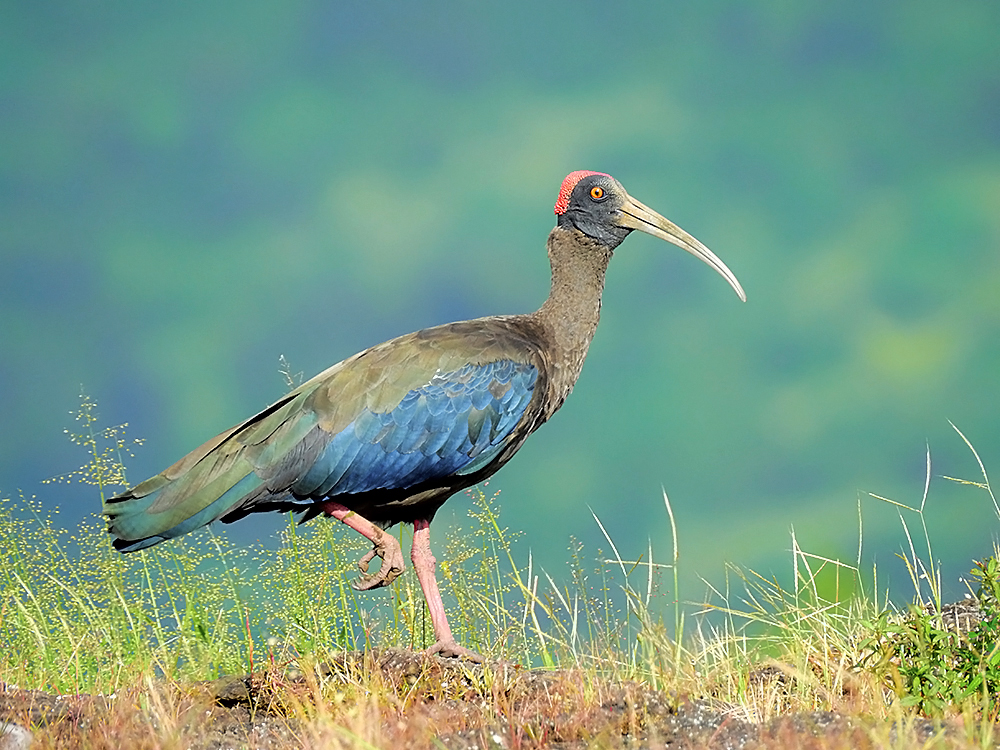